# Список птахів Гуаму
Це перелік видів птахів, зафіксованих на території Гуаму. Авіфауна Гуаму налічує загалом 146 видів, з яких 32 видів є рідкісними або випадкоими, а 8 були інтродуковані людьми. 3 види є ендемічними, 1 з яких вимер, а 2 вимерли в дикій природі, хоча їх реінтродукція триває або планується. 5 видів було знищено на території Гуаму.

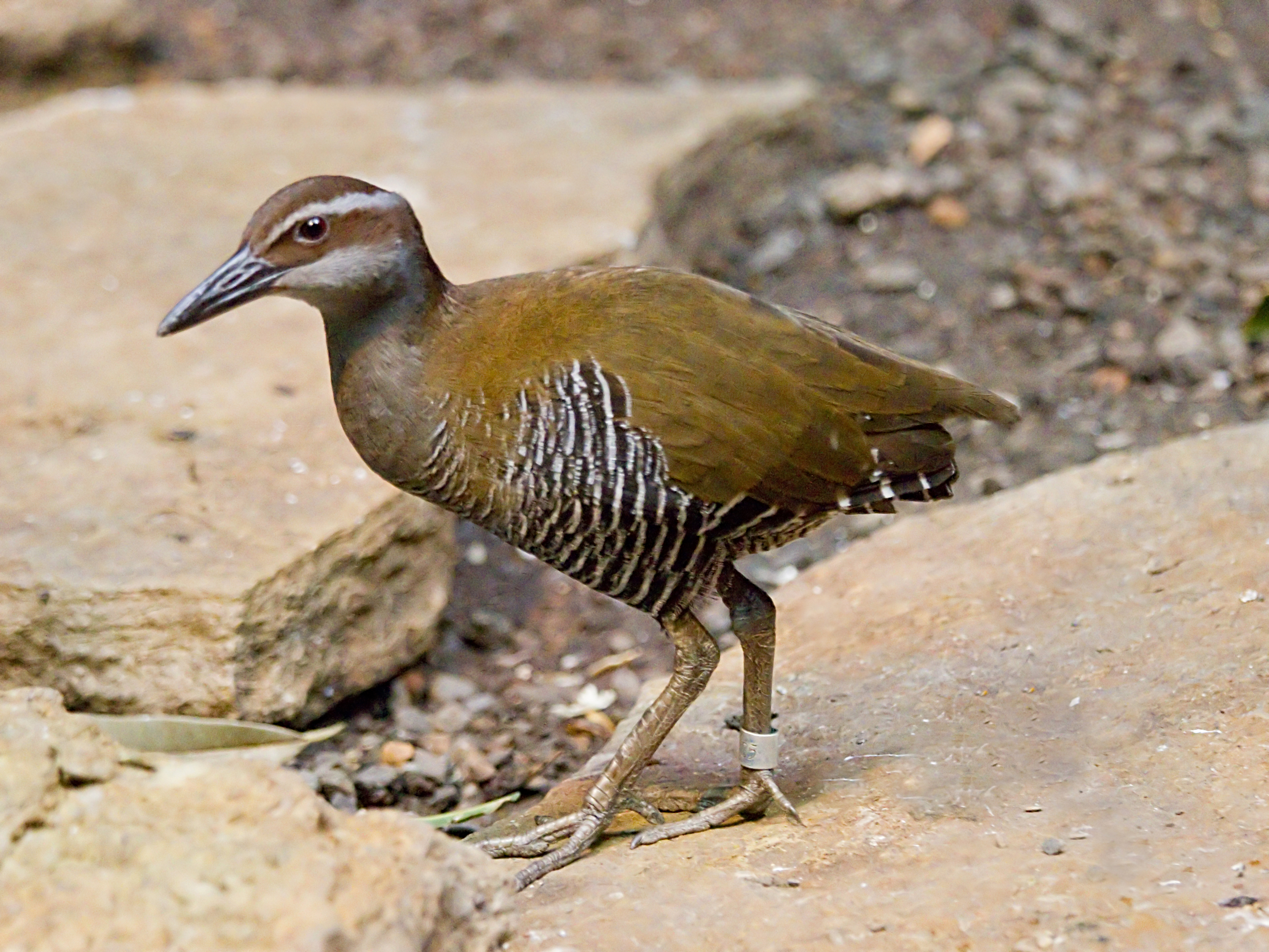
Пастушок гуамський (Gallirallus owstoni) є символом Гуаму

## Позначки
Наступні теги використані для виділення деяких категорій птахів.
- (А) Випадковий — вид, який рідко або випадково трапляється на Гуамі.
- (End) Ендемічий — вид, який є ендеміком Гуаму.
- (E) Вимерлий — вид, який мешкав на Гуамі, однак повністю вимер.
- (EW) Вимерлий в дикій природі — вид, популяція якого збереглася лише в неволі.
- (I) Інтродукований — вид, завезений на Гуам як наслідок, прямих чи непрямих людських дій.
- (Ex) Локально вимерлий — вид, який більше не трапляється на Гуамі, хоча його популяції існують в інших місцях.

## Гусеподібні(Anseriformes)
Родина: Качкові (Anatidae)

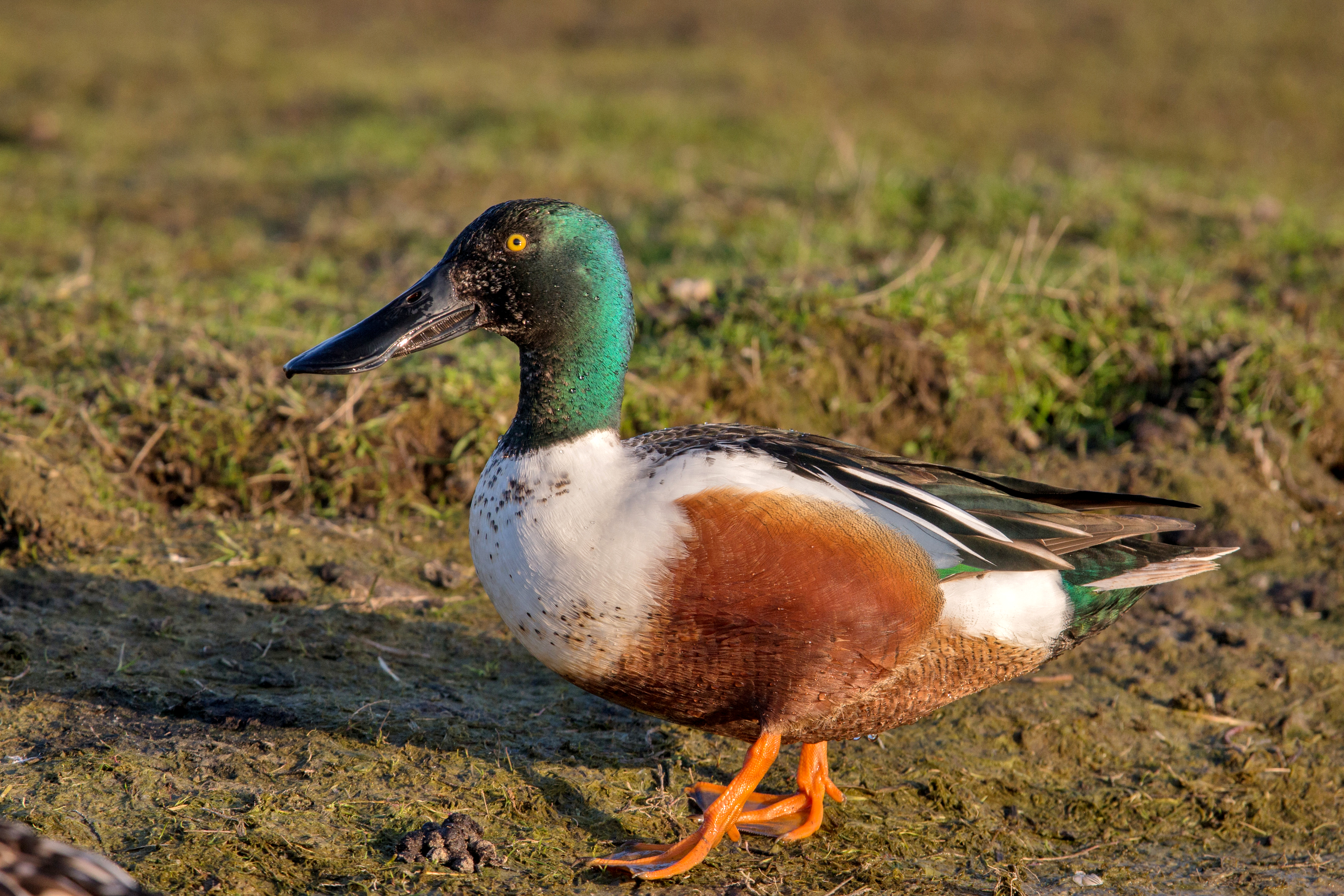
Широконіска північна

- Лебідь чорнодзьобий, Cygnus columbianus (A)
- Чирянка велика, Spatula querquedula (A)
- Широконіска північна, Spatula clypeata (A)
- Нерозень, Mareca strepera
- Свищ євразійський, Mareca penelope
- Свищ американський, Mareca americana
- Крижень китайський, Anas zonorhyncha (A)
- Крижень звичайний, Anas platyrhynchos
- Шилохвіст північний, Anas acuta (A)
- Чирянка мала, Anas crecca
- Попелюх звичайний, Aythya ferina (A)
- Чернь чубата, Aythya fuligula
- Чернь морська, Aythya marila (A)
- Турпан білолобий, Melanitta perspicillata (A)

## Куроподібні(Galliformes)
Родина: Великоногові (Megapodiidae)

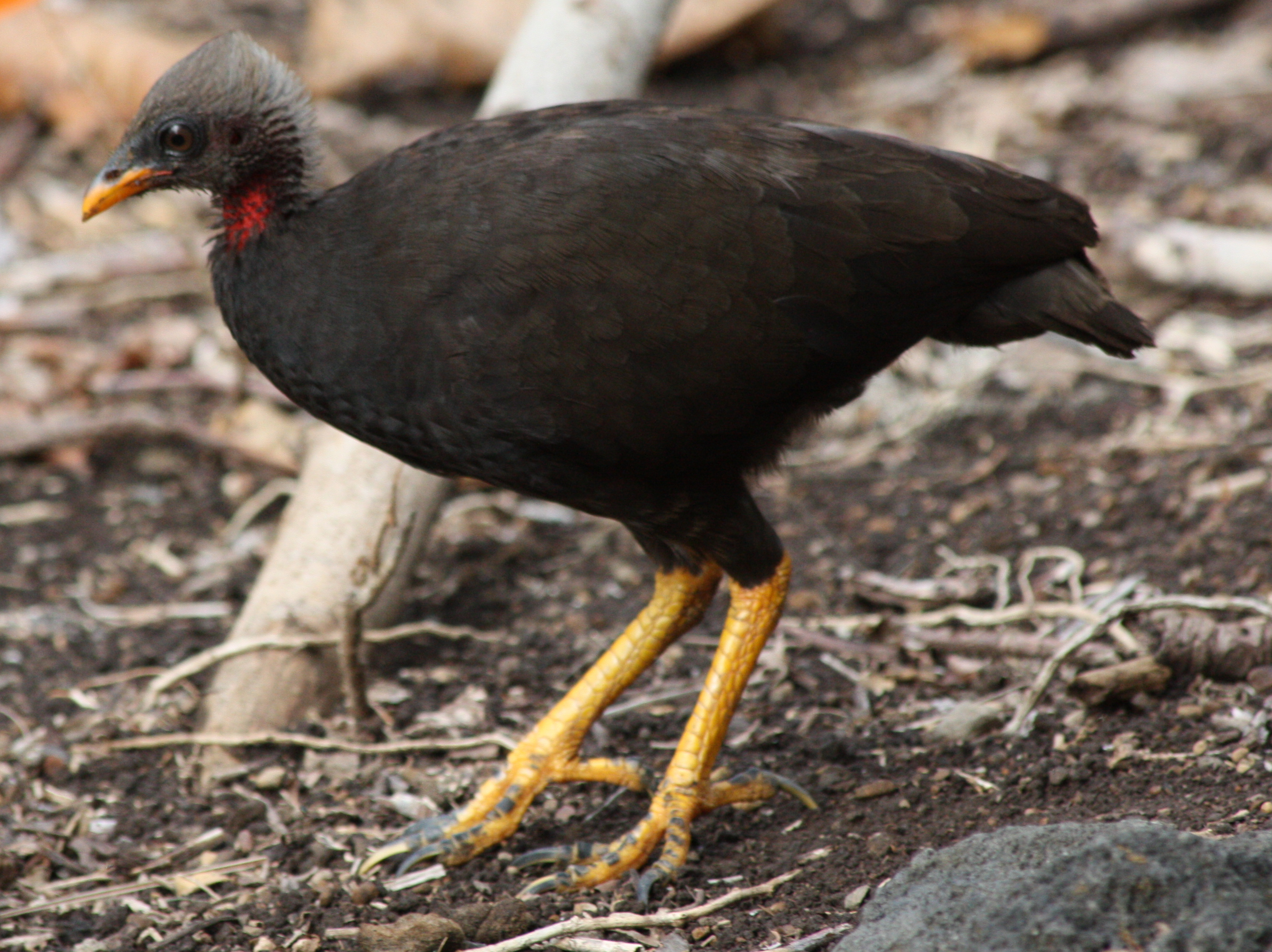
Великоніг мікронезійський

- Великоніг мікронезійський, Megapodius laperouse (Ex)

Родина: Фазанові (Phasianidae)
- Перепілка китайська, Synoicus chinensis (I)
- Турач туркменський, Francolinus francolinus (I) (Ex?)[1]
- Курка банківська, Gallus gallus (I)

## Голубоподібні(Columbiformes)
Родина: Голубові (Columbidae)
- Голуб сизий, Columba livia (I)
- Streptopelia dusumieri(інші мови) (I)
- Alopecoenas xanthonurus(інші мови)

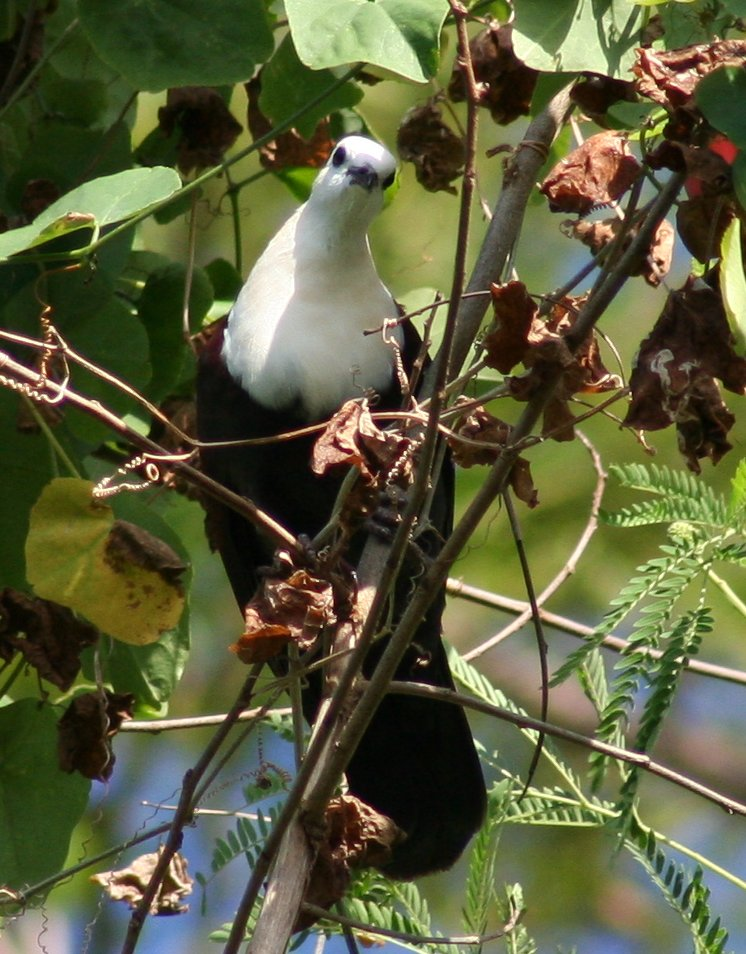

- Тілопо маріанський, Ptilinopus roseicapilla (Ex)

## Зозулеподібні(Cuculiformes)
Родина: Зозулеві (Cuculidae)
- Зозуля каштановокрила, Clamator coromandus (A)
- Коель новозеландський, Urodynamis taitensis (A)

## Серпокрильцеподібні(Apodiformes)
Родина: Серпокрильцеві (Apodidae)
- Колючохвіст білогорлий, Hirundapus caudacutus (A)
- Салангана бура, Aerodramus vanikorensis
- Салангана маріанська, Aerodramus bartschi
- Салангана каролінська, Aerodramus inquietus
- Серпокрилець сибірський, Apus pacificus

## Журавлеподібні(Gruiformes)
Родина: Пастушкові (Rallidae)

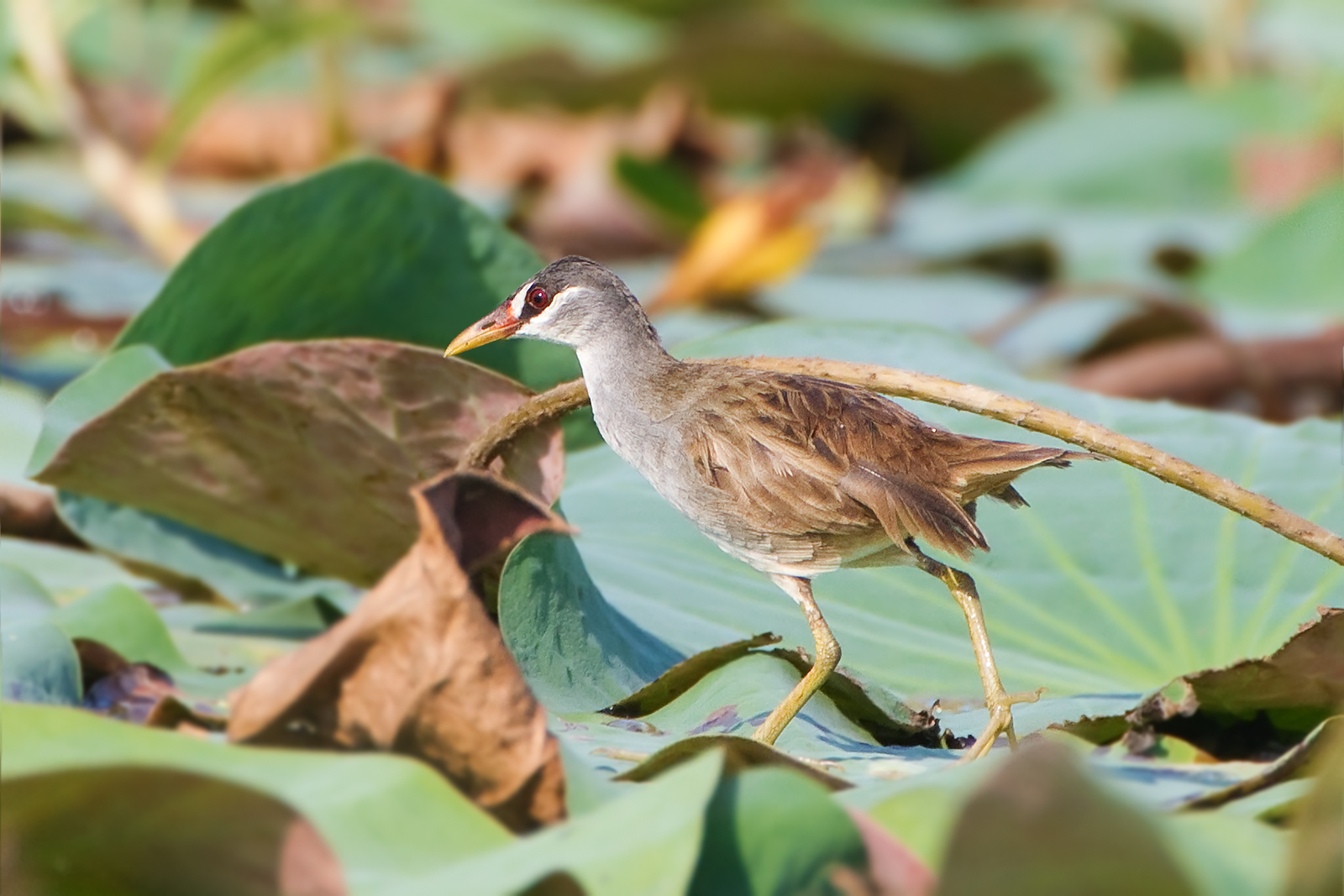
Погонич білобровий

- Пастушок гуамський, Gallirallus owstoni (End) (реінтродуковані на острова Рота і Кокос[2])
- Курочка водяна, Gallinula chloropus
- Лиска звичайна, Fulica atra (A)
- Погонич білобровий, Poliolimnas cinereus (Ex)

## Сивкоподібні(Charadriiformes)
Родина: Чоботарові (Recurvirostridae)
- Кулик-довгоніг чорнокрилий, Himantopus himantopus

Родина: Куликосорокові (Haematopodidae) 
- Кулик-сорока євразійський, Haematopus ostralegus (A)

Родина: Сивкові (Charadriidae)

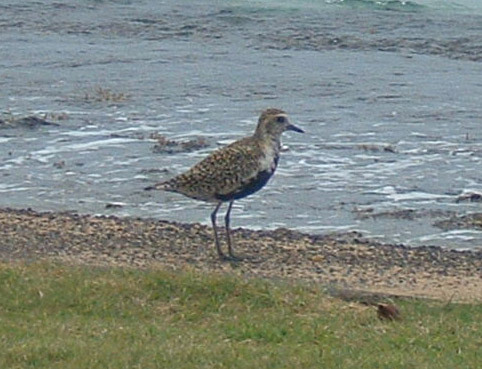
Сивка бурокрила

- Сивка морська, Pluvialis squatarola
- Сивка бурокрила, Pluvialis fulva
- Пісочник монгольський, Charadrius mongolus
- Пісочник товстодзьобий, Charadrius leschenaultii
- Пісочник морський, Charadrius alexandrinus
- Пісочник великий, Charadrius hiaticula
- Пісочник малий, Charadrius dubius

Родина: Баранцеві (Scolopacidae)

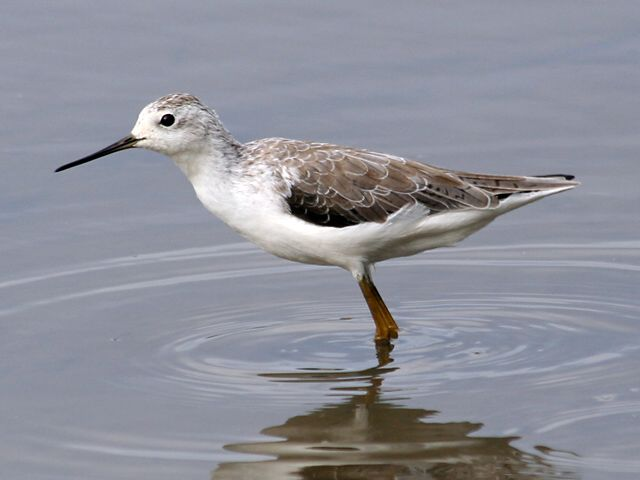
Коловодник великий

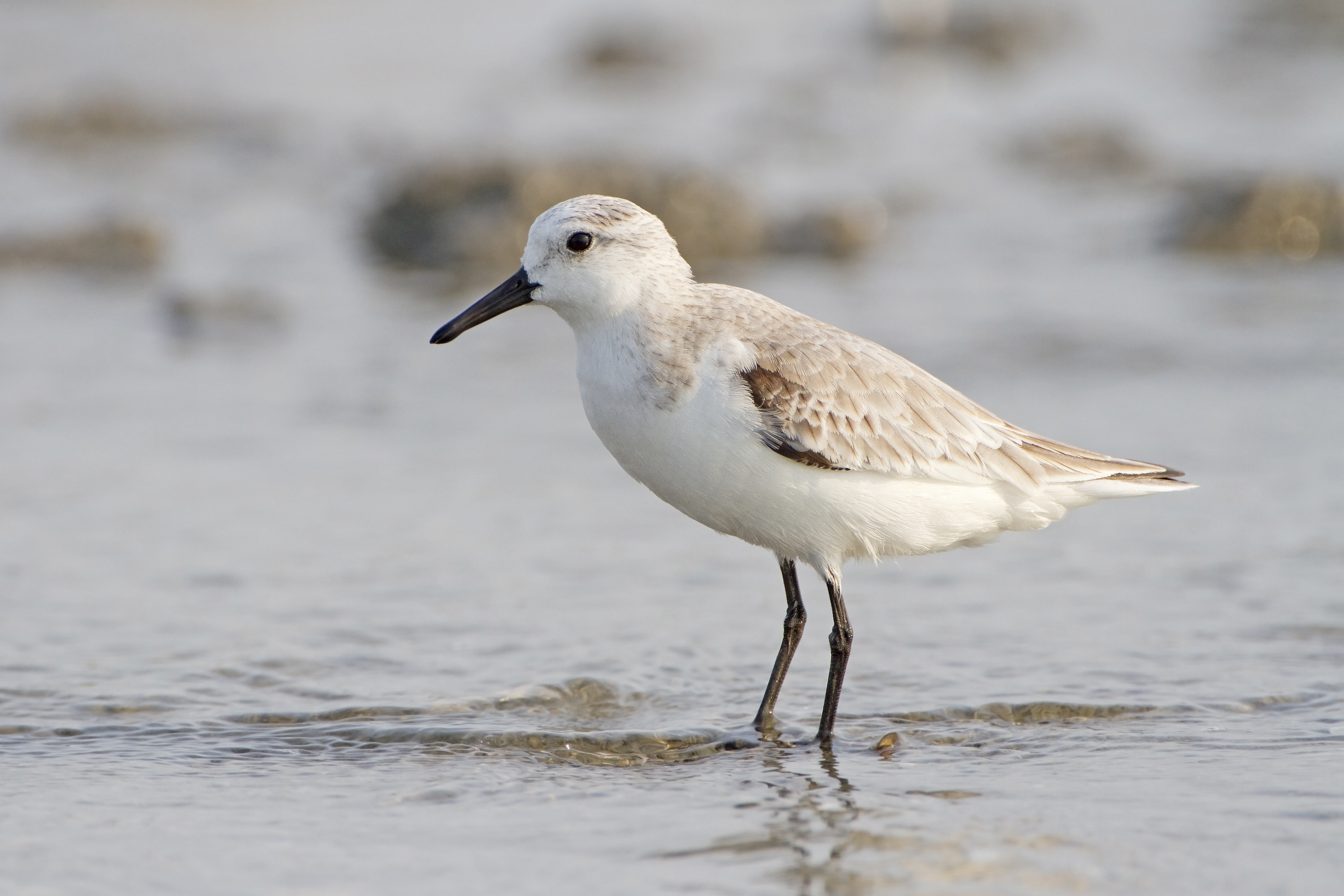
Побережник білий

- Кульон аляскинський, Numenius tahitiensis
- Кульон середній, Numenius phaeopus
- Кульон-крихітка, Numenius minutus
- Кульон східний, Numenius madagascariensis
- Кульон великий, Numenius arquata
- Грицик малий, Limosa lapponica
- Грицик великий, Limosa limosa
- Крем'яшник звичайний, Arenaria interpres
- Побережник великий, Calidris tenuirostris
- Побережник ісландський, Calidris canutus (A)
- Брижач, Calidris pugnax
- Побережник гострохвостий, Calidris acuminata
- Побережник червоногрудий, Calidris ferruginea
- Побережник білохвостий, Calidris temminckii (A)
- Побережник довгопалий, Calidris subminuta
- Побережник рудоголовий, Calidris ruficollis
- Побережник білий, Calidris alba
- Побережник чорногрудий, Calidris alpina
- Побережник арктичний, Calidris melanotos
- Неголь довгодзьобий, Limnodromus scolopaceus
- Баранець японський, Gallinago hardwickii (A)
- Баранець звичайний, Gallinago gallinago
- Баранець лісовий, Gallinago megala
- Мородунка, Xenus cinereus
- Плавунець довгодзьобий, Phalaropus tricolor (A)
- Набережник палеарктичний, Actitis hypoleucos
- Коловодник попелястий, Tringa brevipes
- Коловодник аляскинський, Tringa incana
- Коловодник великий, Tringa nebularia
- Коловодник ставковий, Tringa stagnatilis
- Коловодник болотяний, Tringa glareola
- Коловодник звичайний, Tringa totanus

Родина: Дерихвостові (Glareolidae)
- Дерихвіст забайкальський, Glareola maldivarum

Родина: Мартинові (Laridae)

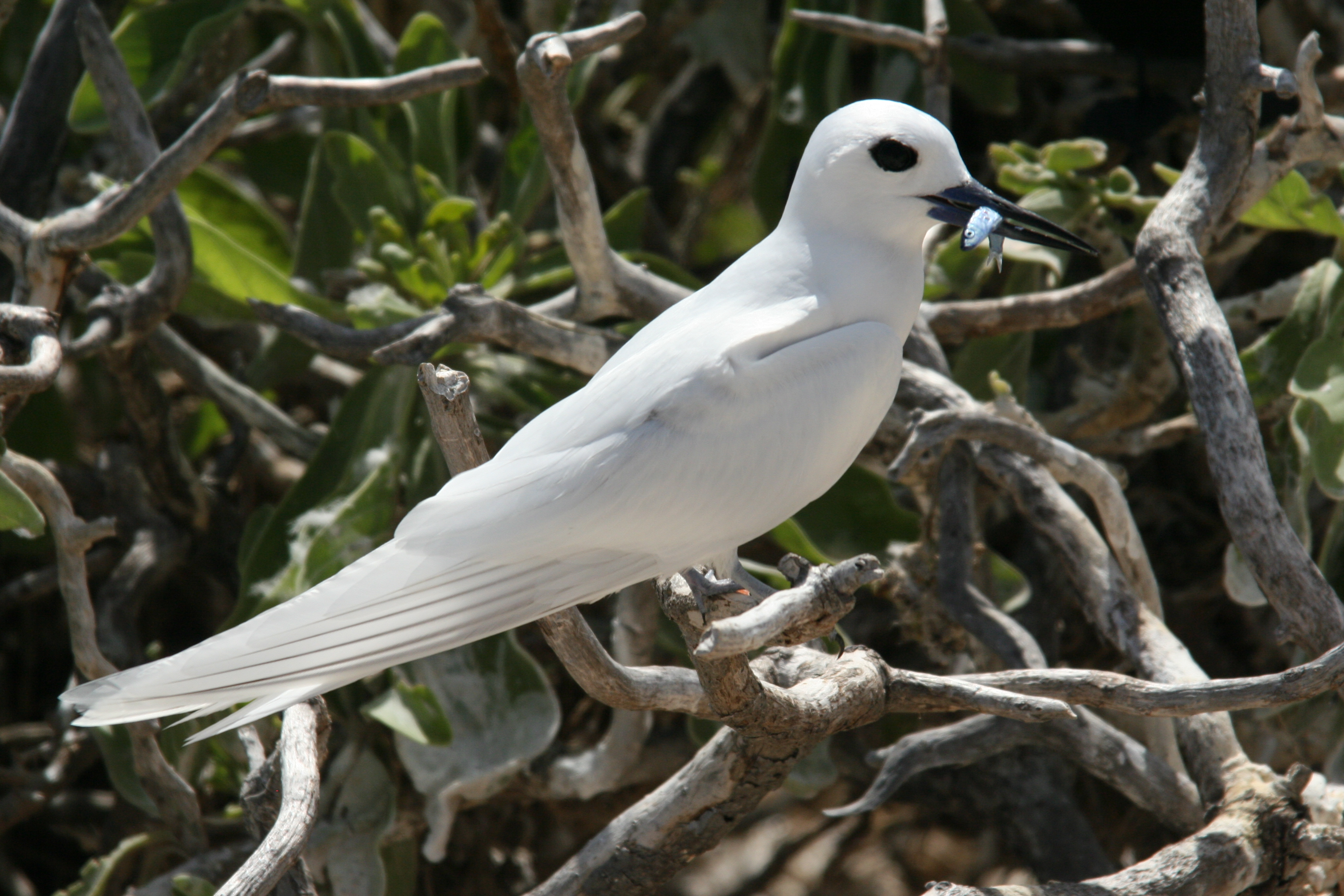
Крячок білий

- Мартин звичайний, Chroicocephalus ridibundus
- Leucophaeus atricilla (A)
- Мартин охотський, Larus schistisagus (A)
- Крячок бурий, Anous stolidus
- Крячок атоловий, Anous minutus
- Крячок білий, Gygis alba
- Крячок строкатий, Onychoprion fuscatus
- Крячок малий, Sternula albifrons
- Крячок чорнодзьобий, Gelochelidon nilotica (A)
- Крячок білокрилий, Chlidonias leucopterus
- Крячок білощокий, Chlidonias hybrida
- Крячок індонезійський, Sterna sumatrana
- Крячок річковий, Sterna hirundo
- Крячок жовтодзьобий, Thalasseus bergii

## Фаетоноподібні(Phaethontiformes)
Родина: Фаетонові (Phaethontidae)

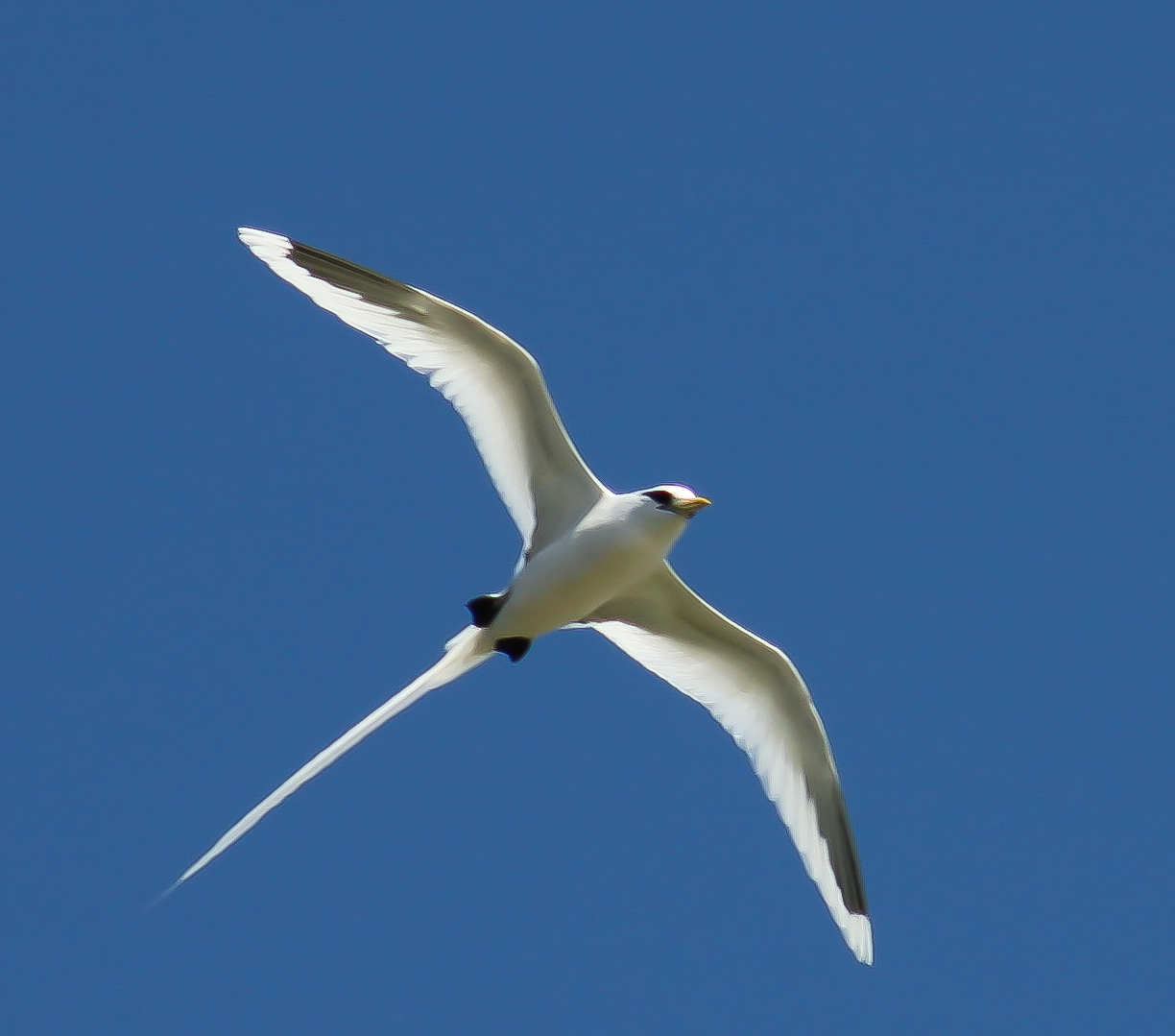
Фаетон білохвостий

- Фаетон білохвостий, Phaethon lepturus
- Фаетон червонохвостий, Phaethon rubricauda

## Буревісникоподібні(Procellariiformes)
Родина: Качуркові (Hydrobatidae)
- Качурка північна, Hydrobates leucorhous
- Качурка Матсудайра, Hydrobates matsudairae

Родина: Буревісникові (Hydrobatidae)
- Тайфунник тихоокеанський, Pterodroma externa
- Тайфунник таїтійський, Pseudobulweria rostrata
- Буревісник тихоокеанський, Calonectris leucomelas
- Буревісник клинохвостий, Ardenna pacificus
- Буревісник тонкодзьобий, Ardenna tenuirostris
- Буревісник молокайський, Puffinus newelli (A)
- Буревісник реюньйонський, Puffinus bailloni

## Сулоподібні(Suliformes)
Родина: Фрегатові (Fregatidae)
- Фрегат тихоокеанський, Fregata minor

Родина: Сулові (Sulidae)
- Сула жовтодзьоба, Sula dactylatra
- Сула білочерева, Sula leucogaster
- Сула червононога, Sula sula

## Пеліканоподібні(Pelecaniformes)
Родина: Чаплеві (Ardeidae)

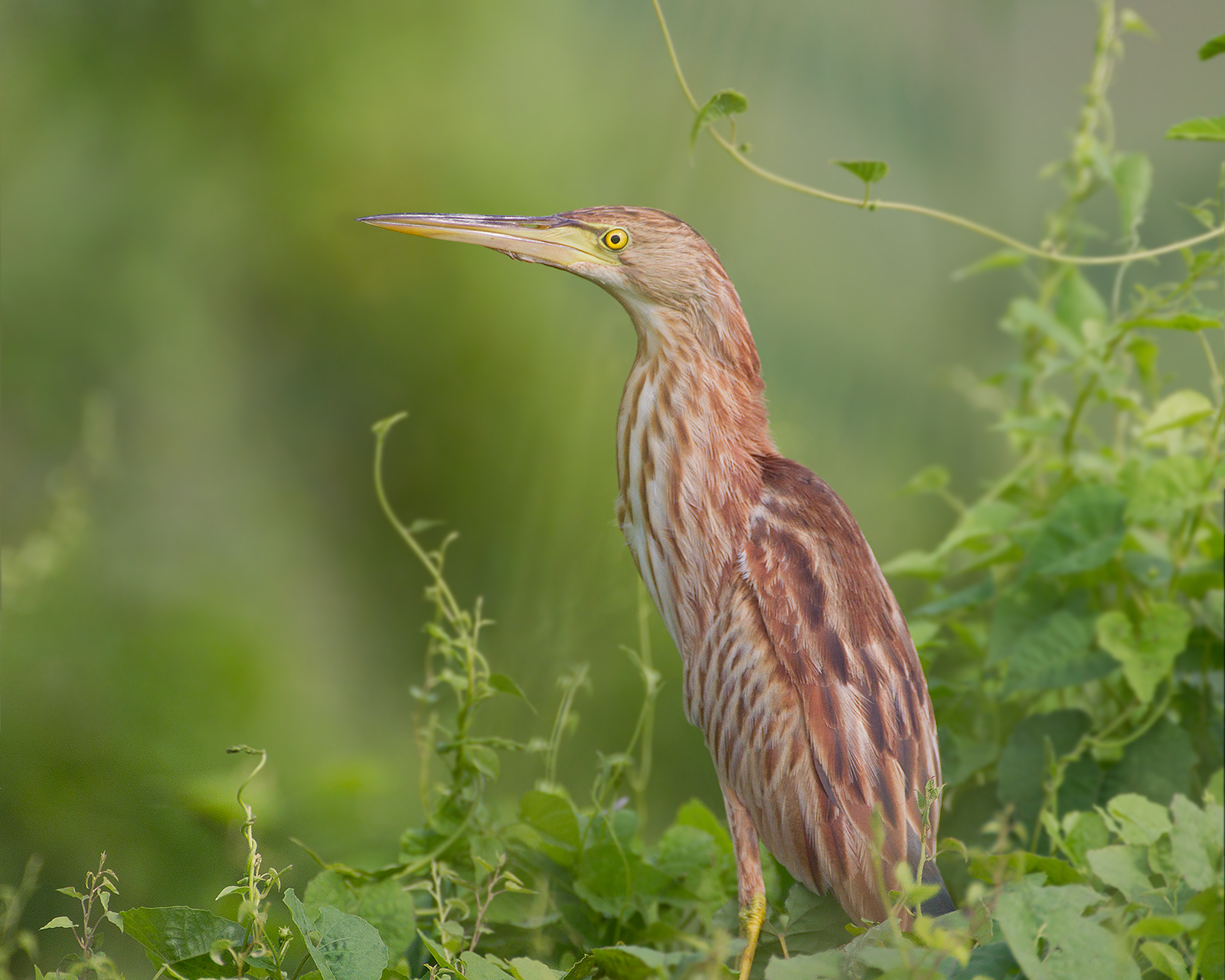
Бугайчик китайський

- Бугайчик китайський, Ixobrychus sinensis
- Бугайчик чорний, Ixobrychus flavicollis (A)
- Чапля сіра, Ardea cinerea
- Чепура велика, Ardea alba
- Чепура середня, Ardea intermedia
- Чепура мала, Egretta garzetta
- Чепура тихоокеанська, Egretta sacra
- Чапля єгипетська, Bubulcus ibis
- Чапля китайська, Ardeola bacchus (A)
- Чапля мангрова, Butorides striata
- Квак звичайний, Nycticorax nycticorax

## Яструбоподібні(Accipitriformes)
Родина: Скопові (Pandionidae)
- Скопа, Pandion haliaetus

Родина: Яструбові (Accipitridae)
- Канюк яструбиний, Butastur indicus (A)
- Яструб китайський, Accipiter soloensis
- Шуліка чорний, Milvus migrans

## Совоподібні(Strigiformes)
Родина: Совові (Strigidae)
- Сова болотяна, Asio flammeus

## Сиворакшоподібні(Coraciiformes)
Родина: Рибалочкові (Alcedinidae)

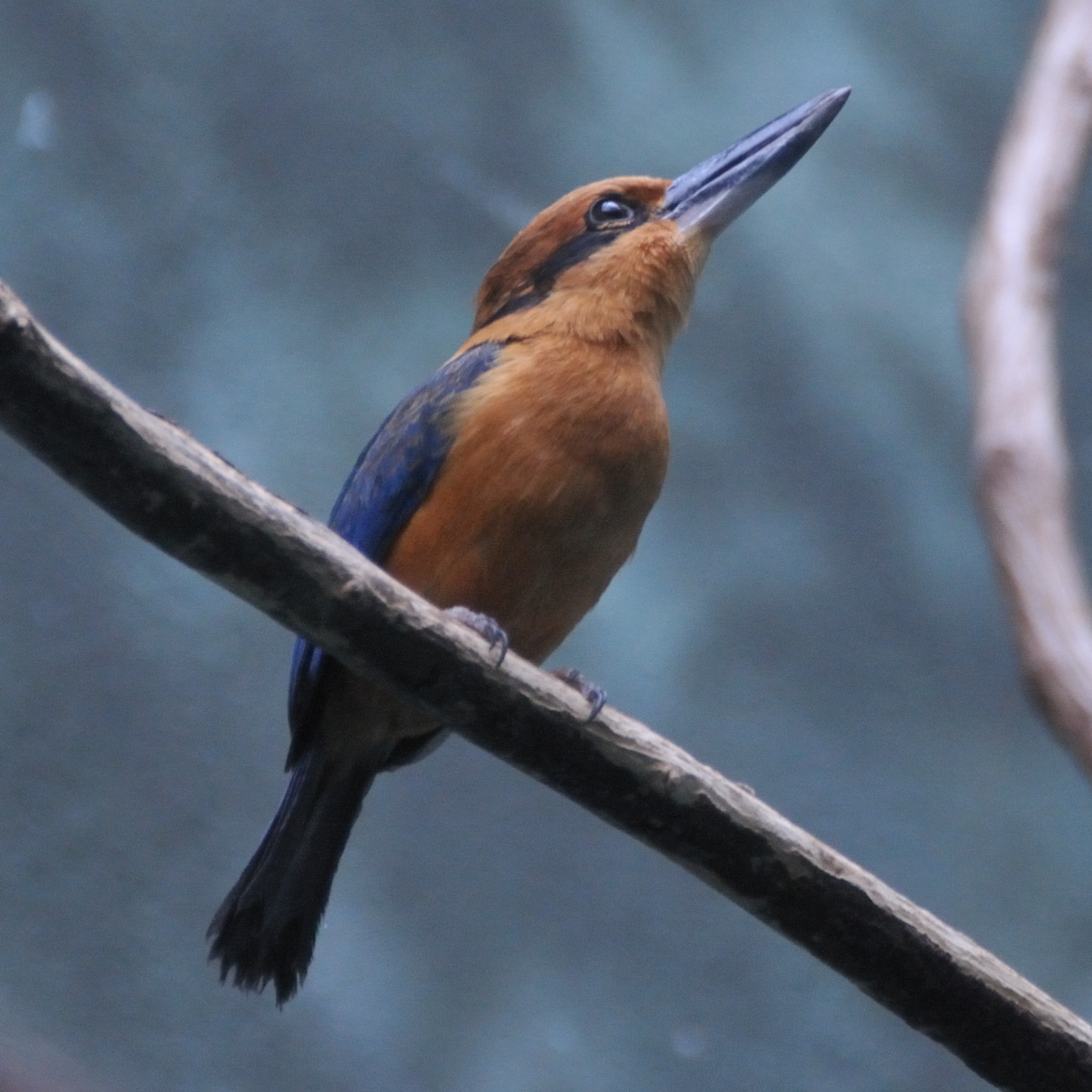
Альціон мікронезійський

- Рибалочка блакитний, Alcedo atthis (A)
- Альціон мікронезійський, Todiramphus cinnamominus (End) (EW) (Запланована реінтродукція[3])
- Альціон маріанський, Todiramphus albicilla (A)
- Рибалочка-чубань північний, Megaceryle alcyon (A)

Родина: Сиворакшові (Coraciidae)
- Широкорот східний, Eurystomus orientalis (A)

## Соколоподібні(Falconiformes)
Родина: Соколові (Falconidae)
- Боривітер звичайний, Falco tinnunculus
- Сапсан, Falco peregrinus

## Горобцеподібні(Passeriformes)
Родина: Медолюбові (Meliphagidae)

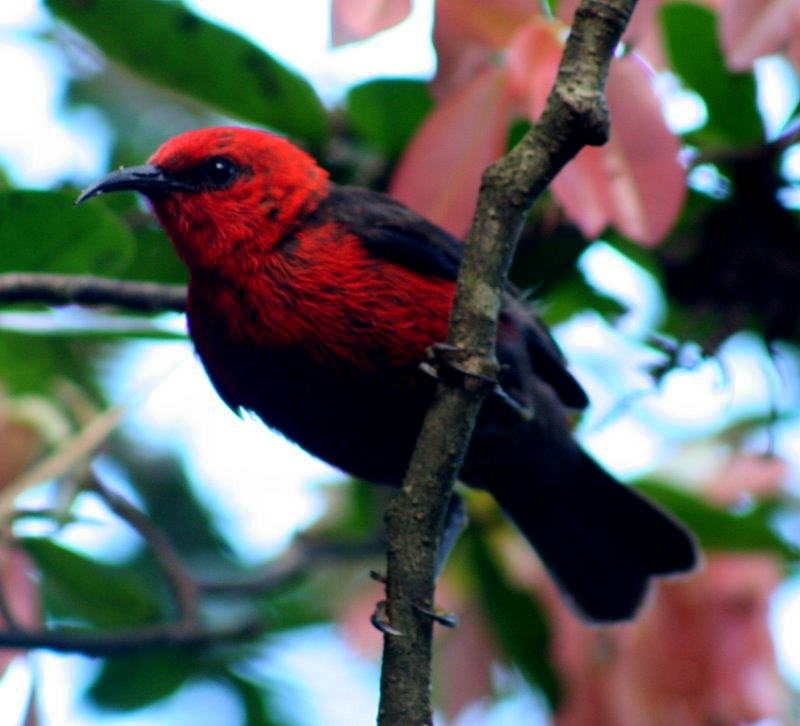
Медовичка мікронезійська

- Медовичка мікронезійська, Myzomela rubratra (Ex)

Родина: Віялохвісткові (Rhipiduridae)

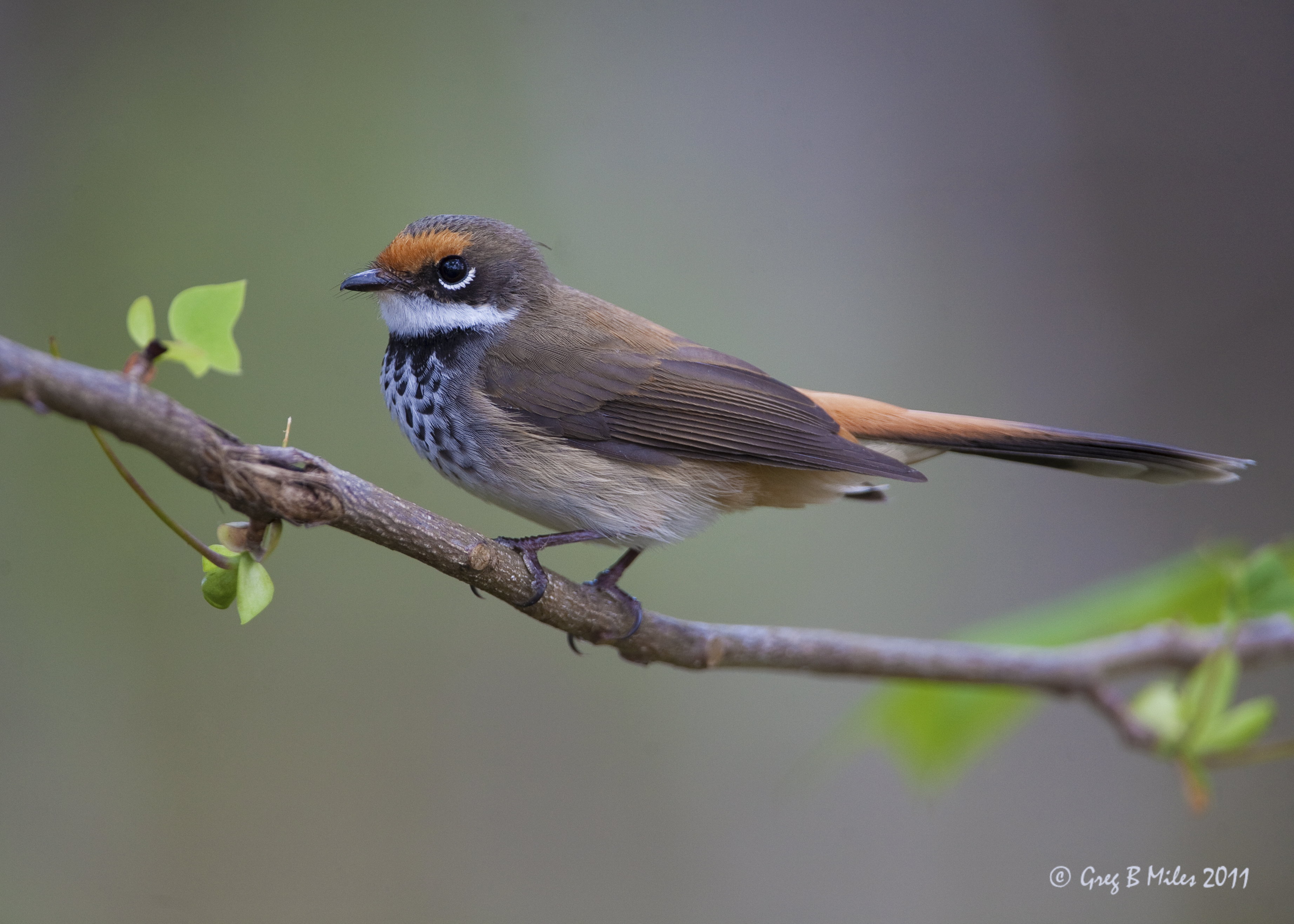
Віялохвістка рудолоба

- Віялохвістка рудолоба, Rhipidura rufifrons (Ex)

Родина: Дронгові (Dicruridae)
- Дронго чорний, Dicrurus macrocercus (I)

Родина: Монархові (Monarchidae)
- Міагра гуамська, Myiagra freycineti (E)

Родина: Воронові (Corvidae)
- Ворона гуамська, Corvus kubaryi

Родина: Очеретянкові (Acrocephalidae)
- Acrocephalus luscinia (E)

Родина: Ластівкові (Hirundinidae)
- Ластівка сільська, Hirundo rustica

Родина: Окулярникові (Zosteropidae)

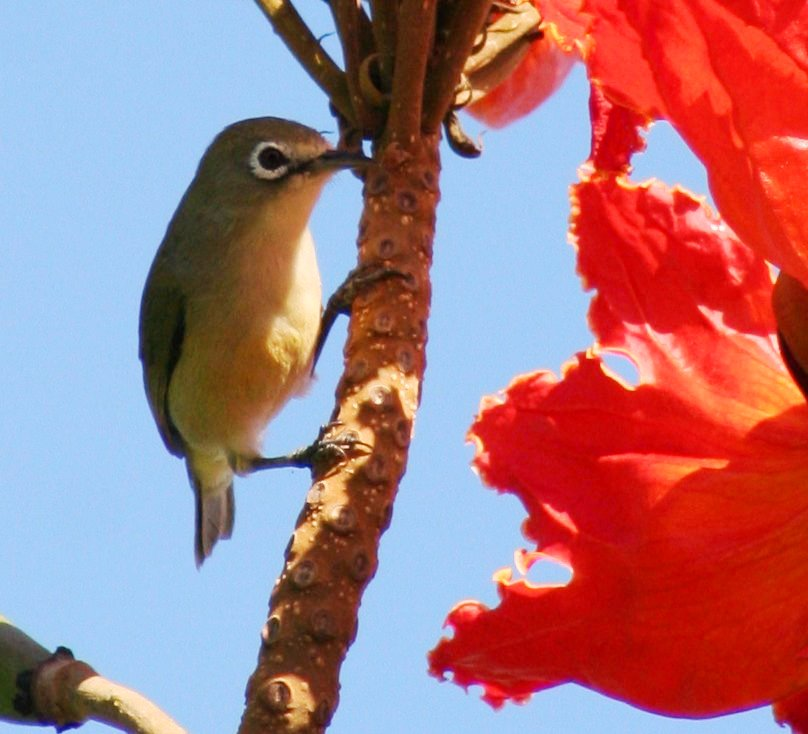
Окулярник говіркий

- Окулярник говіркий, Zosterops conspicillatus (Ex)
- Окулярник ротійський, Zosterops rotensis (End)

Родина: Шпакові (Sturnidae)

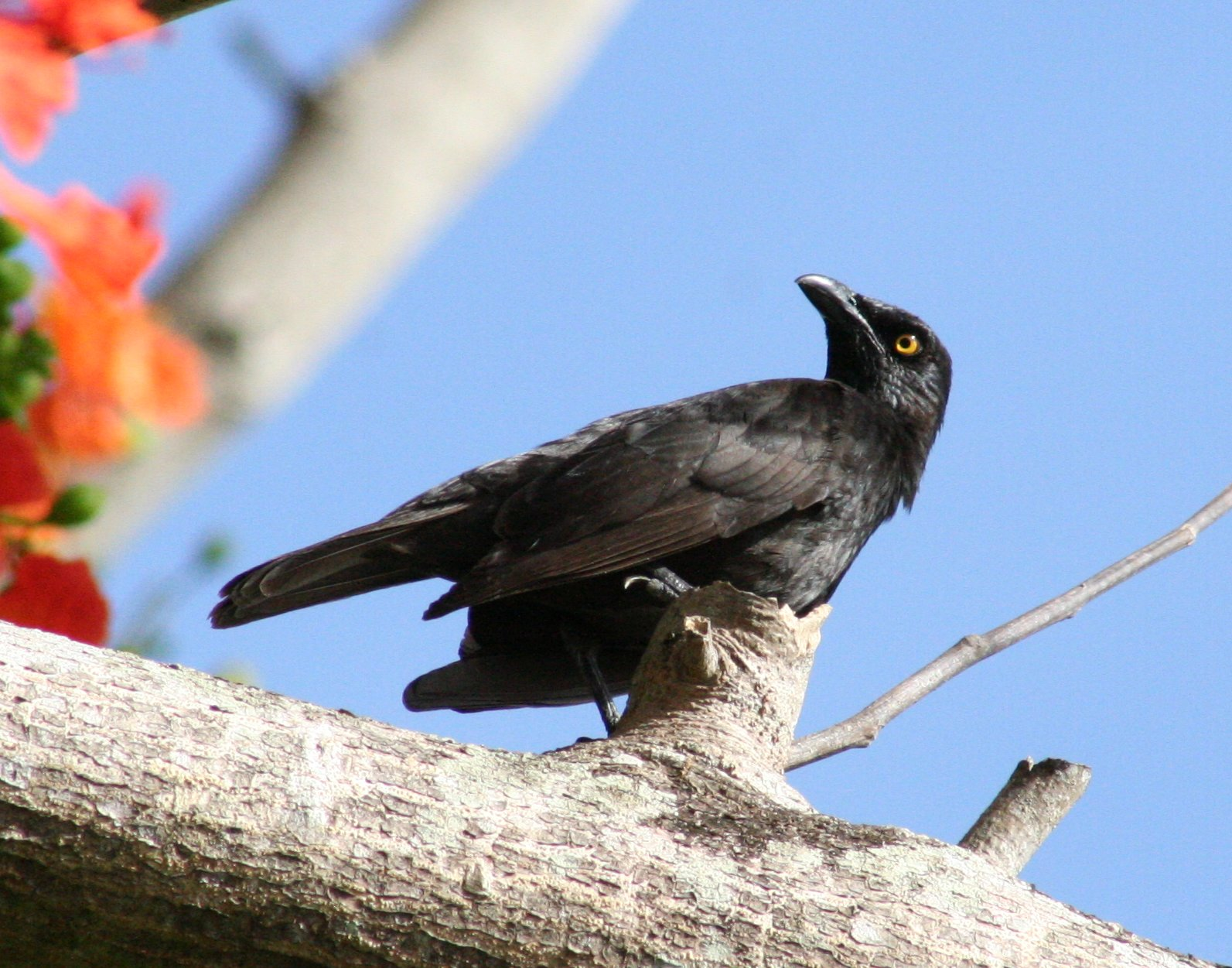
Шпак-малюк мікронезійський

- Шпак-малюк мікронезійський, Aplonis opaca

Родина: Мухоловкові (Muscicapidae)
- Мухоловка жовтоспинна, Ficedula narcissina (A)

Родина: Астрильдові (Estrildidae)
- Мунія чорноголова, Lonchura atricapilla (I)

Родина: Горобцеві (Passeridae)

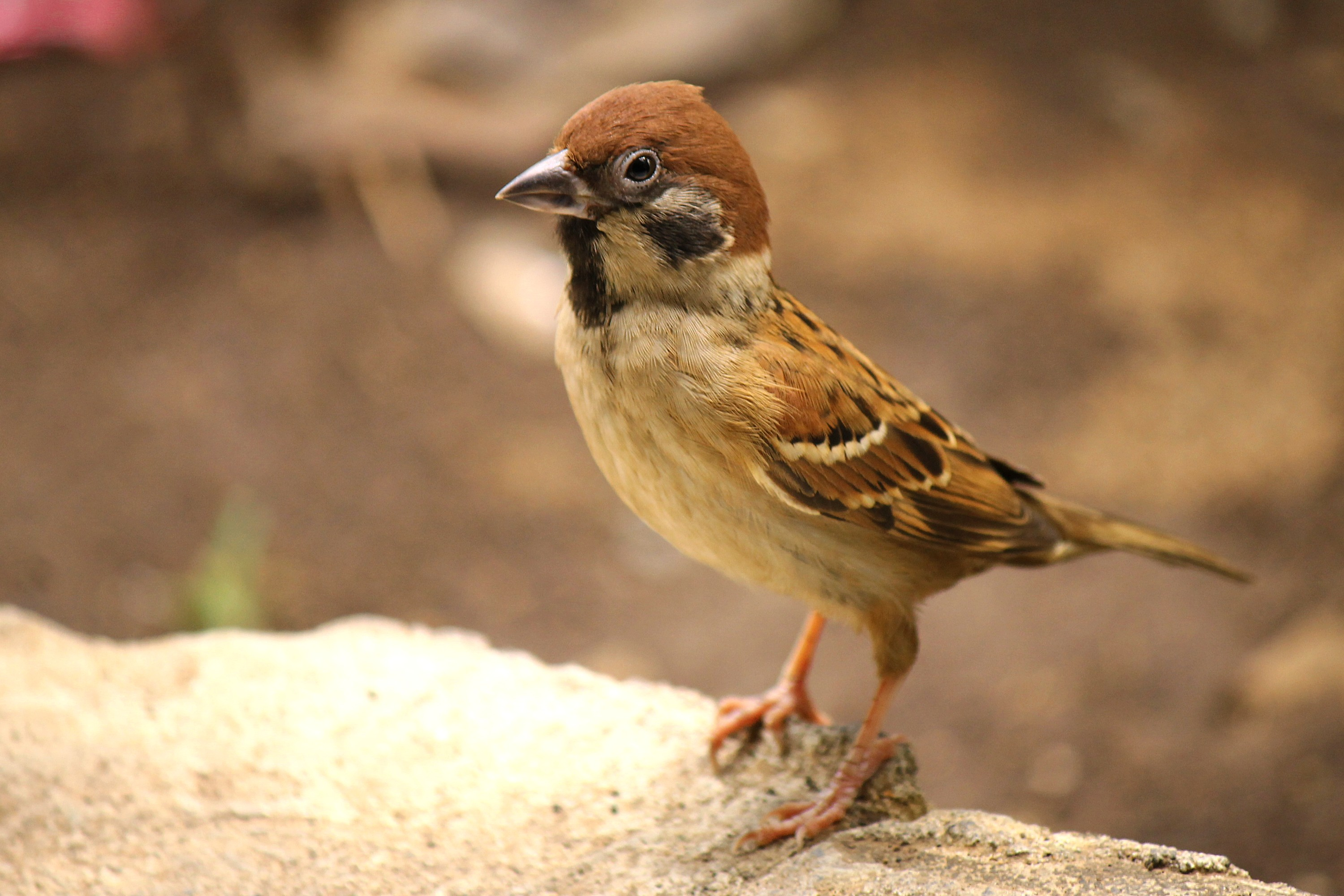
Горобець польовий

- Горобець польовий, Passer montanus (I)

Родина: Плискові (Motacillidae)
- Плиска гірська, Motacilla cinerea (A)
- Плиска аляскинська, Motacilla tschutschensis (A)
- Плиска біла, Motacilla alba (A)